# فینال جام حذفی فوتبال ایران ۱۳۷۵
فینال جام حذفی فوتبال ایران ۷۵–۱۳۷۴ یک بازی فوتبال بود که به صورت رفت و برگشت برای تعیین قهرمان جام حذفی فوتبال ایران ۷۵–۱۳۷۴ بین تیم‌های استقلال تهران و برق شیراز برگزار شد. تیم استقلال در مجموع دو بازی با نتیجه ۵–۱ پیروز شد و عنوان قهرمانی این رقابت‌ها را از آن خود کرد. این دومین قهرمانی استقلال در این بازی‌ها بود.

## پیش زمینه
بازی‌های جام حذفی ایران ۱۳۷۵ از مرداد ۱۳۷۴ آغاز شد. دیدارهای نیمه‌نهایی در اسفند همان سال برگزار شد. در ابتدا قرار بود دیدار فینال در همان اسفند ۱۳۷۴ برگزار شود اما به دلیل آماده نبودن زمین چمن ورزشگاه آزادی این بازی به سال بعد موکول شد و در نهایت پس از زیر کشت رفتن چمن ورزشگاه آزادی، فینال با ۴ ماه اختلاف زمانی با بازی‌های نیمه‌نهایی در تیر ۱۳۷۵ برگزار شد.

## ورزشگاه
ورزشگاه‌های شهدای ارتش شیراز و آزادی تهران به ترتیب میزبان بازی‌های رفت و برگشت بودند. این نخستین بار بود که فینال جام حذفی در شیراز برگزار می‌شد.

## شرح بازی
بازی رفت

علیرضا منصوریان در لباس دروازبان در بازی برگشت فینال جام حذفی

در این بازی بهزاد غلامپور بزرگترین غایب استقلال بود و به دلیل مصدومیت یحیوی جایگزین او در ترکیب استقلال شد.
در دقیقه ۲۰ بازی رنجبران توپی را از سمت راست بر روی دروازه استقلال ارسال کرد که در پی تعلل مدافعان استقلال یزدانی توپ را کنترل کرده و با یک شوت دقیق دروازه یحیوی را باز کرد.
در دقیقه ۳۶ حاصل همکاری خوب اختر و تقوی در سمت راست زمین ارسال اختر برای مرفاوی را در پی داشت که این بازیکن با یک ضربه سر دروازه برق شیراز را باز کرد.
دو دقیقه به پایان نیمه اول مانده بود که پرورشخواه توبی را برای مرفاوی ارسال کرد که اینبار مرفاوی با ضربه بغل پا دروازه تیم برق را گشود تا شاگردان پورحیدری نیمه اول را با برد به پایان برساند.
در دقیقه ۴۹ بازی منصوریان با یورش به داخل محوطه جریمه برق شیراز چند مدافع این تیم را جا گذاشت و با شوتی سنگین دروازه تیم شیرازی را فتح کرد تا بازی ۳ بر ۱ شود.
در دقیقه ۶۸ بازی تیم برق شیراز صاحب یک ضربه پنالتی شد که محمدعلی یحیوی موفق به مهار ضربه پنالتی دانشمند مدافع برق شیراز شد.

## بازی برگشت
در بازی برگشت غلامپور با رفع مصدومیتش درون دروازه استقلال ایستاد و غایب استقلال در این بازی محمد تقوی بود که خرمگاه به جایش در ترکیب قرار گرفت.
در دقیقه ۷ بازی حرکت مرفاوی باعث به هم خوردن نظم دفاعی تیم برق شیراز شد و توب به پرورشخواه رسید و این بازیکن نیز با پاس رو به جلو قلعه‌نویی را در موقعیت گلزنی قرار داد که کاپیتان استقلال نیز به خوبی این توب را تبدیل به گل کرد.
در دقیقه ۵۱ و در پی خطای غلامپور بر روی مهرداد عباسی تیم برق صاحب ضربه پنالتی شد. که همانند بازی رفت این پنالتی نیز گل نشد. غلامپور موفق به مهار ضربه پنالتی علی‌اصغر کلانتری شد. 
در دقیقه ۵۷ حرکت ورمزیار استقلال را صاحب ضربه پنالتی کرد که امیر قلعه‌نویی به راحتی دروازه مهربانی را گشود تا دومین گل خودش و تیمش را به ثمر برساند. یک دقیقه به پایان بازی غلامپور از استقلال و عباسی از برق با کارت قرمز داور اخراج شدند تا دو تیم دقایق پایانی را با ده نفر بازی کنند.
با اخراج غلامپور علیرضا منصوریان چند دقیقه پایانی را درون دروازه استقلال قرار گرفت و این تیم به دلیل انجام هر سه تعویض نمیتوانست بازیکن جدیدی را به جای گلرش وارد زمین کند.

## مسیر تا فینال
جدول زیر مسیر دو تیم تا فینال را نشان می‌دهد. در مراحلی که به صورت رفت و برگشت انجام شده‌اند نتیجه مجموع دو مرحله نوشته شده است.
| استقلال          | استقلال       | مرحله      | برق           | برق           |
| ---------------- | ------------- | ---------- | ------------- | ------------- |
| حریف             | نتیجه         |            | حریف          | نتیجه         |
| بسیج تبریز       | ۵–۲           | یک شانزدهم |               |               |
| پارس‌خودرو تهران  | ۳–۰           | یک‌هشتم     |               |               |
| کشاورز تهران     | ۲–۱           | یک چهارم   |               |               |
| ملوان بندر انزلی | ۲–۱           | نیمه نهایی |               |               |
| صعود به فینال    | صعود به فینال | رتبه نهایی | صعود به فینال | صعود به فینال |

## جزئیات مسابقه

### بازی رفت
| برق شیراز                | ۱ – ۳ | استقلال                                                             |
| ------------------------ | ----- | ------------------------------------------------------------------- |
| یزدانی ۲۰' · دانشمند '۶۸ | گزارش | مرفاوی ۳۶'، ۴۳' · منصوریان ۴۸' · مرفاوی · خرمگاه · پرورشخواه · اختر |

| برق شیراز: |                 |
|            |                 |
|            | محمدرضا مهربانی |
|            | خسرو دانشمند    |
|            | محسن رنجبران    |
|            | علی‌اصغر کلانتری |
|            | داریوش یزدانی   |
|            | مهرزاد عباسی    |
|            | ایران           |
|            | ایران           |
|            | ایران           |
|            | ایران           |
|            | ایران           |
| تعویضی‌ها:  |                 |
|            | ایران           |
|            | ایران           |
| سرمربی:    |                 |
| ایران      |                 |

| استقلال:       |                   |     |
|                |                   |     |
|                | محمدعلی یحیوی     |     |
| ۵              | جواد زرینچه       |     |
| ۴              | مهدی پاشازاده     |     |
| ۱۴             | محمد نوری         |     |
| ۳              | صادق ورمزیار      |     |
| ۸              | امیر قلعه‌نویی (ک) |     |
| ۲۰             | محمد تقوی         | '۶۴ |
| ۱۰             | علیرضا منصوریان   |     |
| ۲۳             | بهروز پرورشخواه   |     |
| ۹              | صمد مرفاوی        | '۷۵ |
| ۱۲             | ادموند اختر       |     |
| تعویضی‌ها:      |                   |     |
| ۲۴             | محمد خرمگاه       | '۶۴ |
|                | علی حاج‌اکبری      | '۷۵ |
| سرمربی:        |                   |     |
| منصور پورحیدری |                   |     |

| مقامات رسمی مسابقه - کمک داورها: - سعید رمضی - ابراهیم میرزابیگی | قوانین بازی - ۹۰ دقیقه - تنها سه تعویض |

### بازی برگشت
| استقلال                                 | ۲ – ۰ | برق شیراز               |
| --------------------------------------- | ----- | ----------------------- |
| قلعه‌نویی ۷'، ۵۸' (پنالتی) · غلامپور '۸۹ | گزارش | کلانتری '۵۲ · عباسی '۸۹ |

| استقلال:       |                   |     |
|                |                   |     |
| ۱              | بهزاد غلامپور     |     |
| ۵              | جواد زرینچه       |     |
| ۴              | مهدی پاشازاده     | '۵۴ |
| ۱۴             | محمد نوری         | '۷۳ |
| ۳              | صادق ورمزیار      |     |
| ۸              | امیر قلعه‌نویی (ک) |     |
| ۲۴             | محمد خرمگاه       |     |
| ۱۰             | علیرضا منصوریان   |     |
| ۲۳             | بهروز پرورشخواه   |     |
| ۹              | صمد مرفاوی        | '۵۹ |
| ۱۲             | ادموند اختر       |     |
| تعویضی‌ها:      |                   |     |
|                | داریوش یزدی       | '۵۴ |
|                | علی حاج‌اکبری      | '۵۹ |
|                | داوود حسینی       | '۷۳ |
| منصور پورحیدری |                   |     |

| برق شیراز: |                 |     |
|            |                 |     |
|            | محمدرضا مهربانی |     |
|            | خسرو دانشمند    |     |
|            | محسن رنجبران    |     |
|            | علی‌اصغر کلانتری |     |
|            | داریوش یزدانی   | '۵۰ |
|            | مهرزاد عباسی    |     |
|            | ایران           |     |
|            | ایران           |     |
|            | ایران           |     |
|            | ایران           |     |
|            | ایران           |     |
| تعویضی‌ها:  |                 |     |
|            | ایران           | '۵۰ |
|            | ایران           |     |
| سرمربی:    |                 |     |
| ایران      |                 |     |

| مقامات رسمی مسابقه - کمک داورها: - مسعود عنایت - علی خسروی | قوانین بازی - ۹۰ دقیقه - ۳۰ دقیقه وقت اضافه و ضربات پنالتی در صورت لزوم - تنها سه تعویض |

## قهرمان
| قهرمان جام حذفی ایران ۷۵–۱۳۷۴ |
| ----------------------------- |
| استقلال                       |
| دومین قهرمانی                 |